# Megalagrion amaurodytum
Megalagrion amaurodytum är en trollsländeart som beskrevs av Robert Cyril Layton Perkins 1899.
Megalagrion amaurodytum ingår i släktet Megalagrion och familjen dammflicksländor.

## Underarter
Arten delas in i följande underarter:
- Megalagrion amaurodytum amaurodytum
- Megalagrion amaurodytum fallax
- Megalagrion amaurodytum peles
- Megalagrion amaurodytum waianaeanum